# Hulstina grossbecki
Hulstina grossbecki là một loài bướm đêm trong họ Geometridae.